# Obihiro

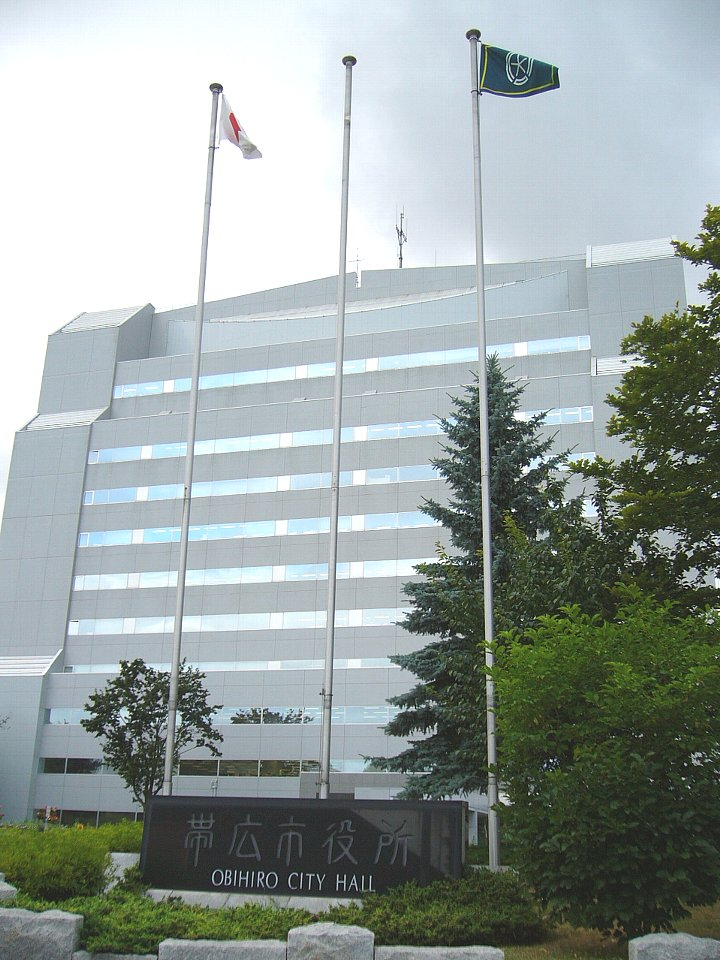
Rathaus von Obihiro

Obihiro (japanisch 帯広市, -shi) ist eine Großstadt in der japanischen Unterpräfektur Tokachi im Zentrum der Insel Hokkaidō.
Die Stadt ist Sitz der 5. Division der japanischen Bodenselbstverteidigungsstreitkräfte. Darüber hinaus ist die Stadt der Austragungsort der japanischen Rallye-Meisterschaften.

## Geschichte
Die erste Ansiedlung erfolgte 1883. Der Ort entwickelte sich zu einem Marktzentrum für landwirtschaftliche Produkte. Produktverarbeitung, Milch- und Holzverarbeitung sind die wichtigsten Wirtschaftszweige.
Die Ernennung zur Stadt erfolgte am 1. April 1933.

## Verkehr
Der Bahnhof Obihiro ist ein bedeutender Schnellzugshalt an der von JR Hokkaido betriebenen Nemuro-Hauptlinie.
Die Stadt ist über die Obihiro-Hiroo-Autobahn sowie über die Nationalstraßen 38, 236 und 241 erreichbar. Die Dōtō-Autobahn besitzt zudem die Abfahrten Obihiro und Otofuke-Obihiro, die sich jedoch auf dem Gemeindegebiet von Memuro bzw. Otofuke befinden.
26 km südlich der Stadt liegt der Flughafen Obihiro.

## Kultur
Obihiro ist bekannt für die ungewöhnlichen Ban'ei Pferderennen, die auf der Rennbahn Obihiro ausgetragen werden. Um 1900 begannen Bauern aus Hokkaido damit ihre Arbeitspferde bei Festveranstaltungen gegeneinander antreten zu lassen, um das stärkste und schnellste Zugpferd zu ermitteln. Daraus entwickelten sich nach und nach die heutigen Rennen. Statt auf einer ovalen Rennstrecke werden Ban'ei Rennen auf einer geraden 200 m langen Sandbahn mit zwei Hindernissen in Form von sandbedeckten Rampen ausgetragen. Große, starke Kaltblüter ziehen Schlitten, die bis zu einer Tonne wiegen. Dabei gehen sie die meiste Zeit im Schritt. Deshalb können die Zuschauer die Rennen verfolgen, indem sie neben den Pferden hergehen. Die Rennbahn Obihiro wurde 2007 renoviert und wird von der Stadt Obihiro gefördert, damit dieser kulturell verankerte Sport nicht verloren geht.

## Städtepartnerschaften
- Madison (Wisconsin)
- Seward (Alaska), seit 1968

## Söhne und Töchter der Stadt
- Natsuki Ikezawa (* 1945), Schriftsteller und Übersetzer
- Yasuhiro Shimizu (* 1958), Eisschnellläufer
- Hiroyasu Shimizu (* 1974), Eisschnellläufer
- Shinobu Aota (* 1977), Curlerin
- Kotomi Ishizaki (* 1979), Curlerin
- Eriko Seo (* 1979), Eisschnellläuferin
- Mayu Kida (* 1982), Sprinterin
- Eriko Ishino (* 1985), Eisschnellläuferin
- Arisa Gō (* 1987), Eisschnellläuferin
- Shōhei Kiyohara (* 1987), Fußballspieler
- Ryōhei Haga (* 1988), Eisschnellläufer
- Kenji Yamada (* 1989), Fußballspieler
- Keigo Minoshima (* 1996), Eishockeyspieler
- Miyuki Nakajima, Musikerin

## Angrenzende Städte und Gemeinden
- Niikappu
- Hidaka
- Makubetsu
- Otofuke
- Memuro
- Sarabetsu
- Nakasatsunai
- Biratori